# Beaver Island Indijanci
Beaver Island Indijanci, naziv za skupinu Chippewa i Ottawa Indijanaca koji su nekada živjeli na otocima Beaver Islands u jezeru Michigan. Spominju se u Washingtonskom ugovoru (1836).
Beaver Island Indijanci otoke nastanjuju još prije 1700. godine i sastoje se dijelom od Chippewa i dijelom od Ottawa, koji žive po malenim ribarskim selima. Posjeta otocima sa strane Engleza i Francuza bilo je još 1700.-tih godina, ali tu se ne zadržavaju. Tek će Baraga obilježit svoj dolazak 1832. iz Abre Croche, i pokrstiti 22 Indijanca, ali oni što su živjeli blizu Whiskey Pointa ostali su pogani. Nekoliko godina kasnije neki od 199 Indijanaca s otoga Garden pokrstili su drugi misionari. Poznatiji poglavica bio je Kenwabikise potpisnik washingtonskog ugovora.